# ROH 슈퍼카드 오브 아너
슈퍼카드 오브 아너(Supercard of Honor)는 링 오브 오너가 주관하는 월간 페이퍼뷰로, 원래는 하우스 쇼 형태로 진행되었지만 2013년에 페이퍼뷰 방식으로 전환된다.

## 같이 보기
- 링 오브 아너